# Frédéric Febvre
Pour les articles homonymes, voir Febvre.
Frédéric-Alexandre Febvre est un acteur et un metteur en scène français né le 20 février 1833 à Paris et mort le 15 décembre 1916 à Paris 2e.

## Théâtre

### Hors Comédie-Française
- 1862 : Les Ivresses ou la Chanson de l'Amour de Théodore Barrière et Lambert Thiboust, théâtre du Vaudeville : Georges de Limours
- 1865 : Les Deux Sœurs d'Émile de Girardin, théâtre du Vaudeville : Robert de Puybrun

### Carrière à la Comédie-Française
Entrée en 1866
Nommé 291e sociétaire en 1867
Départ en 1893
- 1867 : Le Misanthrope de Molière : Clitandre
- 1869 : Julie d'Octave Feuillet : Maxime de Turgy
- 1872 : Marcel de Jules Sandeau et Adrien Decourcelle : Gaston de Valgrand
- 1876 : L'Ami Fritz d'Émile Erckmann et Alexandre Chatrian : Fritz
- 1877 : Le Barbier de Séville de Beaumarchais : Almaviva
- 1880 : Daniel Rochat de Victorien Sardou : Fargis
- 1881 : La Princesse de Bagdad d'Alexandre Dumas : Jean de Hun
- 1882 : Le roi s'amuse de Victor Hugo : Saltabadil
- 1884 : Les Pattes de mouche de Victorien Sardou : Vanhove
- 1885 : Antoinette Rigaud de Raimond Deslandes : le général de Tréfond
- 1886 : Chamillac d'Octave Feuillet : le général La Bartherie
- 1887 : Francillon d'Alexandre Dumas : Lucien de Riverolles
- 1887 : Raymonde d'André Theuriet : Noël
- 1888 : Pépa d'Henri Meilhac et Louis Ganderax : Raymond de Chambreuil
- 1890 : Margot d'Henri Meilhac : Boisvillette
- 1892 : Henri III et sa cour d'Alexandre Dumas : le duc de Guise

## Mention dans la littérature
Dans Du côté de chez Swann de Marcel Proust, le narrateur, jeune, classe naïvement par ordre de talent les acteurs les plus illustres : Got, Delaunay, Coquelin, Thiron, Febvre.